# Facultat de Medicina de Montpeller
La Facultat de Medicina de Montpeller està situada a la ciutat de Montpeller, França, i existeix a la pràctica des del segle xii, encara que el seu primer marc institucional el va obtenir l'any 1221. Avui dia pertany a la Universitat de Montpeller, anomenada l'Université Montpellier I. En el seu si van estudiar personatges il·lustres tals com Nostradamus, François Rabelais o Guillaume Rondelet entre d'altres. La Facultat de Medicina de Montpeller és la més antiga en activitat del món (la de Salern va desaparèixer a començaments del segle xix).

## Orígens

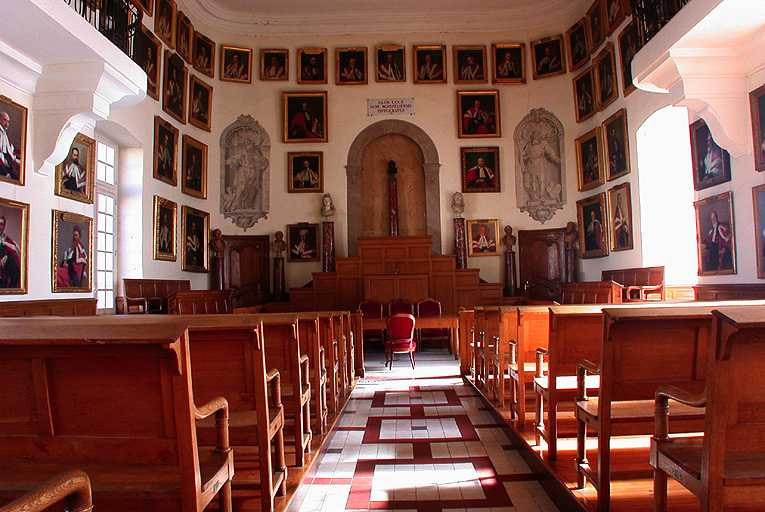
Saló d'actes de lUFR Médecine (antiga capella dels bisbes), lloc en el qual se sostenen les tesis doctorals des de fa 200 anys.

La pràctica mèdica a Montpeller es basa en els escrits grecs antics conservats pels àrabs. Aquests, seran traduïts i enriquits pels practicants àrabs i perses, amb Avicena entre d'altres, la qual arriba a Europa gràcies a la civilització d'Al-Andalus present a la península Ibèrica i per la cultura llatina i siciliana, com el practicant Constantí l'Africà, un monjo de Tunísia que va traduir de l'àrab.
L'ensenyament mèdic a Montpeller va néixer a la pràctica, fora de tot marc institucional, a començaments del segle xii. En 1180, el senyor feudal de Montpeller, Guilhem VIII, va promulgar una llei que autoritzà l'ensenyament de la medicina. La seva fundació data del 1221, abans de Paris que ho va fer el 1270.Al vestíbul de l'històric edifici de la facultat es pot llegir que un terç dels primers metges il·lustres de Montpeller eren jueus.

## Edat mitjana

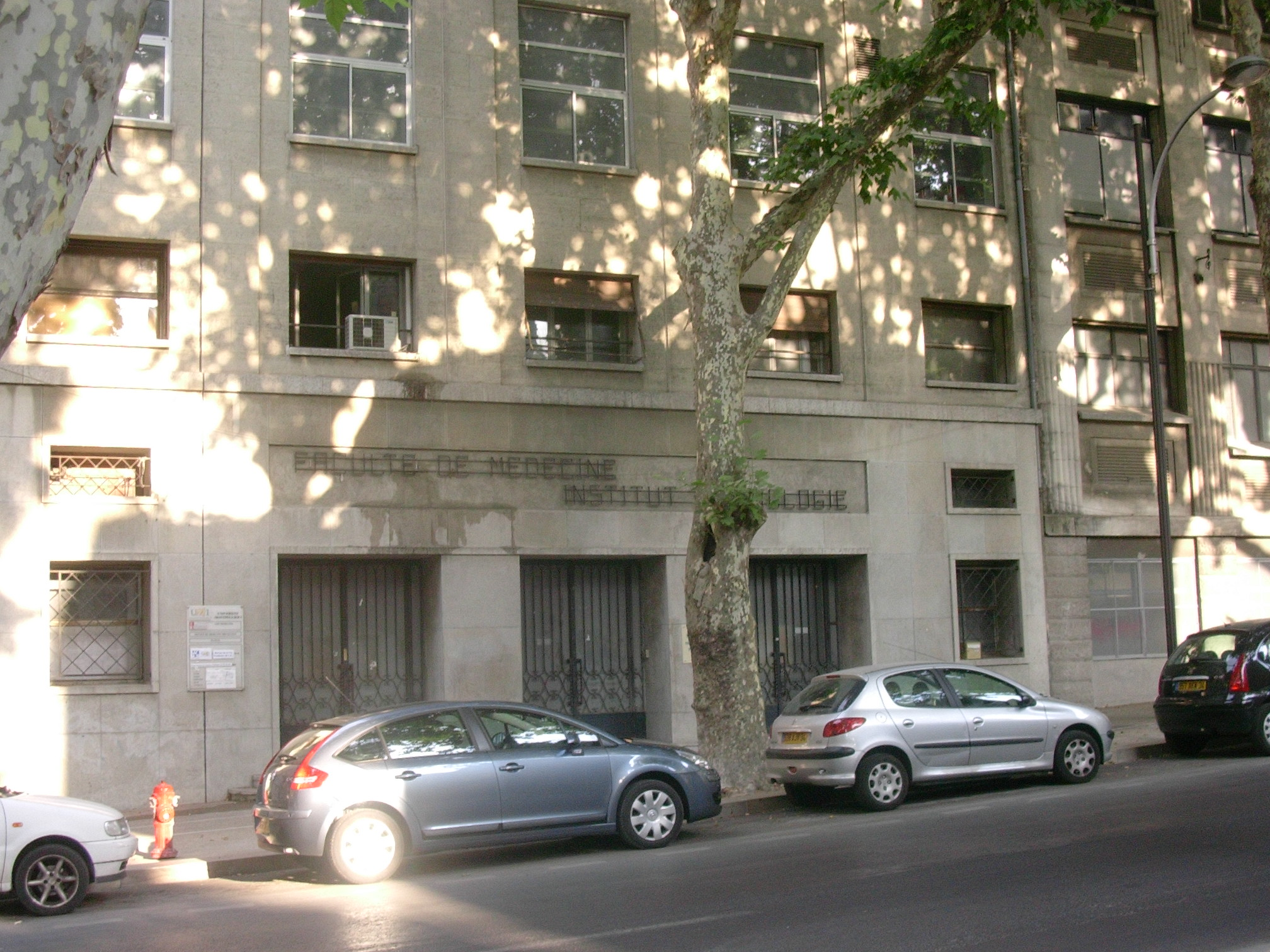
Institut de Biologia en el boulevard Henri-IV

En 1220, l'ensenyament de la medicina a Montpellier surt de la seva prehistòria; i el Cardenal Conrad d'Urach, en nom del papa Honorius III, va concedir a l'«Universitas medicorum» els seus primers estatuts. Un quadre institucional es va desenvolupar al voltant de l'ensenyament mèdic en menys d'un segle.
El 26 d'octubre de 1289, el papa Nicolau IV va ordenar, des de Roma, la constitució apostòlica «Quia Sapientia» a tots els doctors i estudiants de la ciutat de Montpeller, i es creà així oficialment la Universitat de Montpeller.

## Renaixement

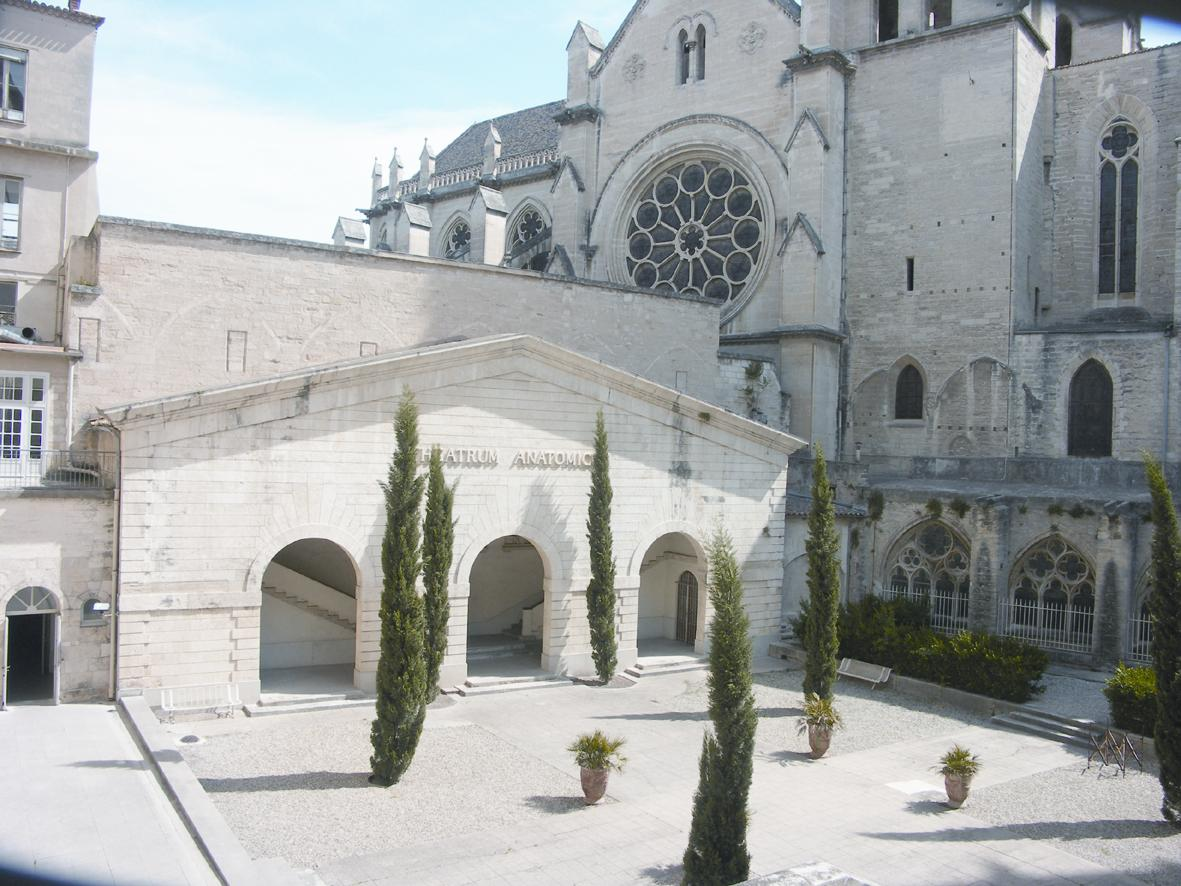
La Cour d'honneur (antic claustre del monestir San Benet) i el Theatrum Anatomicum

Des del Renaixement fins al final de l'Antic Règim, l'ensenyança va ser marcada per la pèrdua progressiva de la tutela del clergue en favor de l'Estat amb una facultat que va adquirir els seus propis locals, el Collège Royal de Médecine, (Col·legi Real de Medicina) cap al 1450 amb noves normes, recollides al decret reial de Lluís XII el 29 d'agost de 1498. El 1452 es va construir un altre col·legi a Girona, per estudiants de medicina d'origen català.
L'arribada dels protestants al govern de la ciutat el 1562 va acompanyar la destrucció completa de la torre Sainte-Eulalie (Santa Eulàlia), seu de l'Université dels Drets, que va desaparèixer temporalment. El regne del rei Enric IV de França va deixar a Montepeller el sentiment d'un renaixement universitari. L'Escola de Medicina va ser dotada d'un Jardí donis insubordinacions (jardí botànic). per voluntat d'un rei, va ser l'obra del professor Pierre Richer de Belleval. També va ser el primer Jardí Reial de França, anterior al de París, el qual constitueix encara avui en dia una de les majors riqueses de la ciutat. El renom de la Medecina a Montpeller va ser en aquell temps molt important. Entre els professors, il·lustres savis van ocupar els claustres. Guy de Chauliac i Arnau de Vilanova van ser precursors, Michel de Notre Dame conegut com a Nostradamus, Rabelais, Ramon Llull i Guillaume Rondelet, van ser alumnes destacats. Tots ells es van preocupar per la botànica.

## El període revolucionari i l'Imperi
Lluís XV per ordenança del 23 d'abril de 1743, aconseguí separar definitivament la professió de barber de la de cirurgià i, en conseqüència, apropar els cirurgians als metges. Contribuirà a la creació de l'Académie royale de chirurgie, que presidirà. A partir de la maqueta de l'amfiteatre d'anatomia Saint Côme de París, crearà a través del seu llegat l'Hotel Saint Côme de Montpeller, que serà la seu de la reial acadèmia de cirurgia de la ciutat.
Durant el període revolucionari, per un decret del 15 de setembre de 1793, la Convenció Nacional va acabar amb sis segles d'ensenyament, va dissoldre les universitats i va tancar les escoles. Malgrat la seva fama internacional, la Universitat de Medecina i l'Acadèmia de Cirurgia (creada el 1741) van ser clausurades.
Però només un any després d'aquest funest decret, el 4 de desembre de 1794 (14 de frimari de l'any III), la Convenció Nacional va decretar la fundació de tres Escoles de Salut (Montpeller, París i Estrasburg) per a l'ensenyament mèdic i quirúrgic.
El 1795, la Facultat va deixar els seus antics locals pels actuals, el monestir Saint Benoît (San Benet), antic bisbat al costat de la catedral de San Père. Jean-Antoine Chaptal va manar construir en el seu interior un teatre d'anatomia. Es van unificar medecina i cirurgia. El període 1794-1803 va ser una etapa fèrtil de reforma i d'ensenyament d'idees científiques noves. El decret de l'11 de març de 1803 (19 de ventós de l'any XI) va sotmetre l'exercici de la medecina a l'obtenció d'un doctorat. La Facultat de Medecina de l'era moderna va trobar llavors un marc institucional fix i va poder desenvolupar-se sense crisis majors. La contribució recíproca entre ensenyament i pràctica hospitalària no en va fer més que mantenir-se. A partir de 1804, la Facultat de Medecina es va fer, gràcies al seu bibliotecari Victor-Gabriel Prunelle, amb una biblioteca prestigiosa.

## Elseglexix
El segle xix va veure la construcció d'un pavelló addicional al llarg del boulevard Henri-IV (1851), que acollí el conservatori d'anatomia (avui dia Museu d'Anatomia) així com un pavelló d'anatomia (avui dia enderrocat). El 1890, es va establir la construcció d'un annex anomenat Institut de Biologie (Institut de Biologia), que va ser ampliat posteriorment. La Facultat de Medecina de Montpeller es va adherir, aplicant la llei del 10 de juliol de 1896, a l'Université de Montpellier, Universitat de Montpeller.

## El segle XX
Les dones van entrar a la universitat a finals del segle XIX. L'escocesa Agnes McLaren va ser la primera estudiant que es va graduar amb un doctorat a la facultat (1878), i Pauline Lautaud la primera francesa (1894). El mateix any, Glafira Ziegelmann, originària de Rússia, es va matricular i es va convertir en la primera dona en pràctiques als hospitals provincials (1897), per esdevenir més tard la primera dona cap de clínica de la facultat i la primera dona de França admesa a l'oposició d'agregats de la medicina, però que tot i que estava recolzada pels professors de Montpeller, no va ser admesa a l'examen oral de París perquè era dona (1910).
A principis del segle xx quan es va ampliar l'Institut de Biologia (1937 i 1960). El 1957, es va construir l'edifici que acull els laboratoris d'anatomia, just al costat de l'edifici històric al llarg del boulevard Henri-IV. Aquest edifici allotja encara avui dia els cossos humans destinats a les classes d'anatomia i el servei de donacions del cos del CHU (Centre Hospitalari Universitari).
El 1969, la Facultat de Medicina va desaparèixer. Va ser integrada a l'Université Montpellier I conforme a la llei del 12 de novembre de 1968 i es va convertir en l'UER Médecine, i més tard —el 1984— en UFR (Unité de Formation et de Recherche, Unitat de Formació i Investigació)
Aquesta situació té el seu origen en el període post-revolucionari, quan Victor-Gabriel Prunelle, metge i bibliotecari per encàrrec de Jean-Antoine Chaptal, va anar a recórrer els «dipòsits literaris» i sembla que va constituir, pràcticament des de zero, una biblioteca digna de la prestigiosa Escola de Medecina de Montpeller. Amb una erudició i una devoció destacables, va posar dempeus un fons enciclopèdic la riquesa del qual i coherència són dignes d'admiració.
Els 900 volums de manuscrits, els dos terços dels quals són medievals (i 59 del període carolingi) —alguns ricament il·lustrats—, i els 100.000 volums impresos abans del segle xix —sense comptar 300 llibres incunables— van ser en efecte reunits per Prunelle. Més endavant, la col·lecció va ser completada per altres donacions com les de Paul Joseph Barthez (5.000 obres, principalment d'àmbit científic). Els fons de manuscrits constitueixen el tresor i la gran originalitat de la biblioteca: és absolutament excepcional trobar tal conjunt de texts de tots els dominis al si d'una universitat. Es tracta, certament, d'una de les biblioteques universitàries més riques de França.
Avui dia, la biblioteca universitària conserva, igualment, en 9 quilòmetres lineals de prestatgeries, totes les col·leccions mèdiques (obres, tesis i diaris) fins als anys 1990. Des de l'obertura en 1993 de la biblioteca de la Unitat Pedagògica Mèdica, en proximitat als hospitals, les adquisicions corrents se centren en els estudiants de primer cicle, que són acollits a la sala de lectura històrica. Una altra sala és reservada a investigadors per a la consulta de fons patrimonials.
La Biblioteca de Medicina és gestionada pel Servei Comú InterUniversitari de Montpeller. S'està realitzant un important treball de digitalització de documents antics en format CD-ROM i microfilms.

## Personatges il·lustres

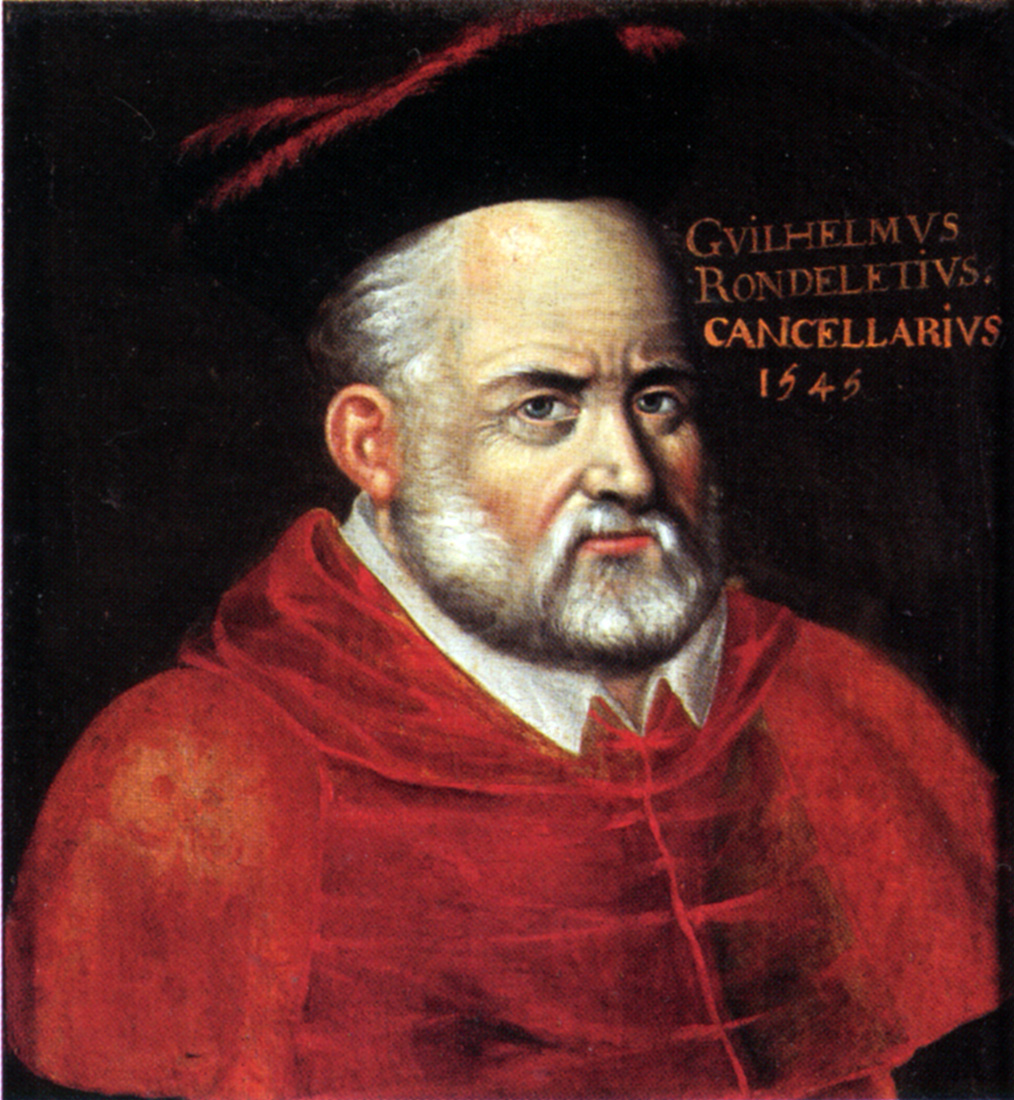
Guillaume Rondelet en 1545

Entre els cèlebres savis diplomats en medecina a Montpeller hi ha Nostradamus, François Rabelais, Paul Joseph Barthez, François Lapeyronie, Pierre Borel, Pierre Magnol, Guy de Chauliac, Guillaume Rondelet, Jean Astruc…
D'entre els professors cèlebres hi ha Antoine Louis Dugès, Jacques Philippe Raymond Draparnaud, Augustin Pyrame de Candolle, Jacques Mathieu Delpech, Arnau de Vilanova, Ramon Llull, François Chicoyneau…